# Stjepangrad
Stjepangrad, Blagajska utvrda ili Bona je srednjovjekovna utvrda antičkih korijena u Hercegovini, kod Blagaja.
Sagrađena je na visokoj krškoj stijeni, na nadmorskoj visini od 310 m iznad razine mora i 266 m iznad izvora rijeke Bune. Teško je pristupačna. Povijesni izvori ga spominju kao teritorijalnu cjelinu, odvojenu od naselja Blagaja. 
Ilirsko pleme Daorsi (Dauersii, Daorsei) ovdje je sagradilo utvrdu na sljemenu iznad izvora Bune. Rimljani su na ovom mjestu sagradili castrum. U 10. stoljeću na ruševinama starih rimskih zidina razvio se grad koji je bio središnje mjesto Humske zemlje.
Stjepangrad je nastao na toj utvrdi iz kasne antike, iznad naselja Blagaja. 
Velikaškoj obitelji Kosačama bio je jednim od najvažnijih gradova na njihovim posjedima. Stjepangrad je bio grad hercega Stjepana Vukčića Kosače, po kojem je dobio ime. Utvrđeni grad bio je okružen bedemima nazubljenih vrhova. Unutar njega je bila gradska palača. Politička i vojna previranja hercegovog posjeda imala su okosnicu u Stjepangradu. Završila su osmanskim osvajanjem 1473. godine. Ubrzo je postao i sjedištem i mjestom boravka kadije.
Ulaz u grad zatvarao se željeznim vratima. Godine 1827. potres je teško oštetio temelje pa je 1835. godine napušten.
Arheološkim istraživanjem Stjepangrada provedenim 1965. pod nadzorom Zemaljskog muzeja Bosne i Hercegovine istraženo je oko 1000 m2, otprilike trećina prostora pod bedemima. Tom je prigodom u srednjovjekovnom sloju pronađeno nešto stakla, keramičkih i sitnih željeznih predmeta. U ruševinama dvora pronađeno je 700 kg olova, a u sloju iz osmanskog perioda pronađeno je nešto keramike i sitnih predmeta građevinskog željeza. Pronađeno je i nešto fragmenata ilirske keramike te par ulomaka rimskog krovnog crijepa.